# Chaetocercus astreans
El colibrí astral, rumbito de Santa Marta o coqueta de Santa Marta (Chaetocercus astreans), es una especie de ave apodiforme de la familia Trochilidae —los colibríes— perteneciente al género Chaetocercus. Es endémico de la Sierra Nevada de Santa Marta en el norte de Colombia.

## Distribución y hábitat
Se encuentra únicamente en la Sierra Nevada de Santa Marta, en altitudes entre 825 y 2000 m, donde es considerada localmente común en los bordes de bosques montanos, arboledas y cafetales sombreados, ocasionalmente en el subpáramo. Se alimenta de néctar de flores y también de pequeños insectos.

## Sistemática

### Descripción original
La especie C. astreans fue descrita por primera vez por el ornitólogo estadounidense Outram Bangs en 1899 bajo el nombre científico Acestrura astreans; su localidad tipo es: «San Sebastián, 6600 pies (c. 1830 m), montañas de Santa Marta, Colombia».

### Etimología
El nombre genérico masculino «Chaetocercus» se compone de las palabras del griego «khaitē» que significa ‘cabello’, y «kerkos» que significa ‘cola’; y el nombre de la especie «astreans», en latín significa ‘que brilla como una estrella’.

### Taxonomía
Fue descrita y colocada en el género Acestrura junto con C. mulsant, C. heliodor, C. bombus y C. berlepschi, pero ninguna evidencia en la morfología externa justifica el tratamiento en un género separado de C. jourdanii. Es monotípica.